# Jana Ruzavina
Jana Nikolaevna Ruzavina (in russo Яна Николаевна Рузавина?; 23 settembre 1982) è una schermitrice russa, vincitrice di una medaglia d'oro ed una d'argento ai campionati mondiali di scherma.

## Palmarès
In carriera ha conseguito i seguenti risultati:
- Mondiali di scherma

Torino 2006: oro nel fioretto a squadre.
San Pietroburgo 2007: argento nel fioretto a squadre.
- Europei di scherma

Zalaegerszeg 2005: argento nel fioretto a squadre.
Smirne 2006: oro nel fioretto individuale e a squadre.
Gand 2007: argento nel fioretto a squadre.